# Cryphia ereptricula
Cryphia ereptricula là một loài bướm đêm trong họ Noctuidae.